# Atlantic National Bank (Nueva York)
Atlantic National Bank era un banco ubicado en 17 Nassau Street en el Lower Manhattan en Nueva York (Estados Unidos). Fue organizado en 1853 como una institución estatal. Se convirtió en un banco nacional después de que el Congreso de los Estados Unidos votara la legislación que autorizaba tales instituciones. Fue seleccionado por la Junta del Canal de Erie como depositario de sus peajes del canal en marzo de 1856. El banco se declaró insolvente en abril de 1873.

## Historia
El Atlantic National Bank fue uno de los tres en Nueva York que estuvo exento de impuestos relacionados con el capital invertido en acciones de los Estados Unidos después del 25 de febrero de 1862. En esa fecha se aprobó una cláusula en un acto especificando esta exclusión. El monto que el Atlantic National Bank se negó a pagar fue de 5203 dólares.
En abril de 1864, se aprobó una enmienda en la Legislatura Estatal de Nueva York para modificar los estatutos del banco. En diciembre de 1865, los directores del banco declararon un dividendo semestral del 6 % que estaba exento de impuestos gubernamentales. Los fondos a emitir provenían de las utilidades de los seis meses anteriores. Fueron distribuidos después del 2 de enero de 1866. J. E. Southworth era el presidente del banco en ese momento.
A fines de marzo de 1871, el Atlantic National Bank poseía un capital de 350 000 dólares, con utilidades indivisas que ascendían a 63 700 dólares.

## Detalles de la insolvencia
En el momento de su quiebra, el Atlantic National Bank tenía un capital fijo de 300 000 dólares. Tras su apertura el 26 de abril de 1873, incurrió en grandes pérdidas tras la depreciación de los valores que tenía como garantía de pérdidas. Estos fondos no fueron repuestos. FL Taintor, el cajero, declaró insolvente al banco y atestiguó su incumplimiento por un monto de 400 000 dólares. El dinero que se perdió provino principalmente de fondos bancarios, pero se reconoció que Pacific Mail se encontraba entre los valores que se quedaron cortos en las pérdidas sufridas.
Una investigación posterior realizada por WJA Fuller, presidente del Comité de Depositantes, encontró que el Atlantic National Bank estuvo en estado de insolvencia durante al menos un año antes de su quiebra. El Tesoro de los Estados Unidos se quedó pensando en las misteriosas circunstancias de cómo el banco se mantuvo a flote durante tantos meses. De particular interés fue cómo un cajero podría sacar 300 000 dólares de los fondos de los depositantes sin el conocimiento del presidente de la institución o sus funcionarios.

## Otros bancos
Este banco no debe confundirse con el Atlantic National Bank of the City of New York (1914-1922) no relacionado, o con otros bancos con nombres similares como el Atlantic Bank of New York (1952-2006), Atlantic National Bank of Jacksonville, Florida (1903-1985).